# Лещани (гміна Кринкі)
Лещани (пол. Leszczany) — село в Польщі, у гміні Кринки Сокульського повіту Підляського воєводства.
Населення — 22 особи (2011).
У 1975-1998 роках село належало до Білостоцького воєводства.

## Демографія
Демографічна структура станом на 31 березня 2011 року:
|          | Загалом | Допрацездатний вік | Працездатний вік | Постпрацездатний вік |
| -------- | ------- | ------------------ | ---------------- | -------------------- |
| Чоловіки | 11      | 2                  | 8                | 1                    |
| Жінки    | 11      | 2                  | 3                | 6                    |
| Разом    | 22      | 4                  | 11               | 7                    |